# Akvarel (eksperimentalfilm)
Akvarel er en dansk eksperimentalfilm fra 1970 instrueret af Knud Viktor efter eget manuskript.

## Handling
Et filmdigt bygget over rytmiske refleksbevægelser i vand og tilsvarende realistiske men frit bearbejdede vandlyde.